# Terminal de Sangatchal
Le terminal de Sangatchal est un vaste complexe industriel qui comprend un point de collecte, de traitement, de stockage et d'exportation du gaz du champ de Shah Deniz, ainsi que du pétrole d'Azeri-Chirag-Guneshli.
Le complexe est situé sur les rives de la mer Caspienne, en Azerbaïdjan, à 45 km au sud de Bakou, dans la colonie Sangatchal du district de Karadag. La superficie totale du terminal est d'environ 600 hectares,

## Description
La construction du terminal a commencé en 1996 et a été mise en service en 1997. Après deux ans, le terminal a été agrandi et une station-service a été construite ici. Le terminal se compose de deux parties principales.

### Le premier projet pétrolier (EOP - Early Oil Project)
Cette partie du terminal a été construite et mise en service pour le traitement, le stockage et l'exportation de pétrole des champs offshore Azeri-Chirag-Guneshli. Il y a quatre réservoirs pour stocker le pétrole brut - chacun d'entre eux permet le stockage de 25 500 barils de pétrole. Le terminal transforme, stocke et exporte plus de 6 millions de tonnes de pétrole brut par an.

### Le programme d'extension du terminal de Sangatchal (STEP - the Sangachal Terminal Expansion Program)
La deuxième partie du terminal a été construite dans le cadre d'un projet d'extension et concerne la réception, le traitement, le stockage et l'exportation du gaz du champ de Shahdeniz, découvert en 1999, ainsi que du pétrole des gisements profonds du champ ACG. Il y a trois réservoirs de stockage de pétrole brut, chacun d'une capacité de 880 000 barils.
Deux objets importants de l'oléoduc Bakou-Tbilissi-Ceyhan sont également situés au terminal de Sangatchal : la station de pompage en tête et la salle de contrôle. La station d'expédition surveille l'ensemble du pipeline: si nécessaire, peut détecter des problèmes, isoler certaines sections de la canalisation ou fermer l'usine en cas d'urgence.

## Projet de Shah Deniz-2
Le contrat pour le développement du champ de Shahdeniz a été signé en 1997. Et le 17 décembre 2013, ils ont signé un accord pour démarrer la deuxième étape du développement du champ. En novembre 2017, il a été annoncé que le projet avait été achevé à près de 98%. La production de gaz dans le cadre de ce projet est prévue pour 2018. Le coût de ce projet est estimé à 23,9 milliards de dollars, le volume annuel prévu est de 16 milliards de mètres cubes, qui seront envoyés en Europe (10 milliards) et en Turquie (6 milliards). Les livraisons en Turquie devraient débuter en juin 2018 et en Europe en 2020.
Le projet prévoit la construction de deux plates-formes, le développement de 26 puits, la construction de pipelines sous-marins d'une longueur de 500 km et 4 000 km de pipelines pour l'exportation de gaz vers l'Europe.
Au début de 2018, il a été noté que la première production de gaz est prévue pour l'automne de cette année, il est prévu qu'en septembre et en 2019 2 milliards de mètres cubes de gaz seront produits, qui seront livrés en Turquie.

## Données techniques
La capacité journalière des systèmes de traitement du terminal est de 1,2 million de barils de pétrole et d'environ 29,5 millions de mètres cubes de gaz. La capacité totale de traitement et d'exportation de gaz par jour est d'environ 49,3 millions de mètres cubes. Le gaz est exporté via le gazoduc du Caucase du Sud et via les gazoducs SOCAR, qui relient les oléoducs du terminal au réseau national Azerigas, et le pétrole est livré aux marchés mondiaux via le gazoduc d'exportation Bakou-Tbilissi-Ceyhan. 
Le terminal de Sangatchal reçoit également du pétrole du Kazakhstan et du Turkménistan.
L'opérateur du terminal et tous les projets sont BP-Azerbaïdjan. 

## Incidents
- Le 17 avril 2009, six wagons contenant des produits pétroliers envoyés du terminal de Sangatchal au port géorgien de Batoumi ont déraillé. À la suite de l'incident, la cargaison n'a pas été endommagée et bientôt le mouvement des voitures a été repris.
- En 2011, il y a eu un incident sur le chemin de fer Bakou-Batoumi. Cinq wagons de produits pétroliers, en direction de Sangatchal-Batoumi, sont sortis des rails.
- Une situation similaire a eu lieu en février 2012, lorsque le territoire de Hajigabul, 120 km à l'ouest de Bakou six wagons avec de l'huile kazakhe, venant en Géorgie a déraillé, entraînant un wagon renversé 3[8].
- En janvier 2013, sept sur quarante wagons avec de l'huile, suivre la direction de la Géorgie, ont déraillé, dont trois sont retournées. Sur la zone d'environ 1 000 m2 il y avait un feu. Incident est survenu en Azerbaïdjan sur le territoire du  village de Pirsaat de la région Hajigabul. Le train se dirigeait du terminal de Sangatchal au port de Batoumi. Le lendemain matin, la route a été renouvelée.
- Le 27 décembre 2016 au terminal de gazoduc Sangatchal, sur 43 km de la route Bakou-Alat il y avait une explosion, suivie d'un incendie. Comme ce pipeline était localisé par SOCAR, le gaz a été redirigé vers un autre gazoduc. Dans la péninsule d'Absheron, des problèmes temporaires d'approvisionnement en gaz ont surgi.  Le 2 janvier 2017, le même gazoduc a été de nouveau bombardé avec un feu subséquent. Le 10 janvier, une troisième explosion s'est produite, suivie d'un incendie. Après les incendies, l'approvisionnement en gaz de ces pipelines a été temporairement interrompu. Il n'y a pas eu de victimes pendant l'explosion.